# Vincenzo Nibali
Vincenzo Nibali (født 14. november 1984) er en italiensk tidligere professionel cykelrytter. 
Nibali vandt i 2010 det store etapeløb Vuelta a Espana. I 2013 vandt han Giro d'Italia med knap fem minutter til nummer to, Rigoberto Urán - han vandt løbet igen i 2016 foran Esteban Chaves. I 2014 vandt han Tour de France med mere end syv minutter til løbets nummer to, Jean-Christophe Péraud. Nibali har i alt vundet 12 Grand Tour-etaper, samt to holdtidskørsler i Grand Tours.

## Resultater

### Grand Tour tidlinje
Tidlinje over placeringer i klassifikationen i de tre Grand Tours.
| Grand Tour | 2007 | 2008 | 2009 | 2010 | 2011 | 2012 | 2013 | 2014 | 2015 | 2016 | 2017 |
| ---------- | ---- | ---- | ---- | ---- | ---- | ---- | ---- | ---- | ---- | ---- | ---- |
| Giro       | 19   | 11   | –    | 3    | 2    | –    | 1    | –    | –    | 1    | 3    |
| Tour       | –    | 20   | 6    | –    | –    | 3    | –    | 1    | 4    | 30   | –    |
| Vuelta     | –    | –    | –    | 1    | 7    | –    | 2    | –    | DSQ  | –    | 2    |

WD = Gennemførte ikke; IP = I gang